# میلنوو
میلنوو (به چکی: Milenov) یک منطقهٔ مسکونی در جمهوری چک است که در ناحیه پرروف واقع شده‌است. میلنوو ۶٫۲۲ کیلومتر مربع مساحت و ۴۰۲ نفر جمعیت دارد و ۲۸۲ متر بالاتر از سطح دریا واقع شده‌است.